# Dionizije Tračanin
Dionizije Tračanin (starogrčki: Διονύσιος ὁ Θρᾷξ), (170. pr. Kr. ‑ 90. pr. Kr.) bio je helenistički filololog. Bio je učenik Aristarha sa Samotrake u Aleksandriji, a kasnije (oko 144. pr. Kr.) je živio i poučavao na Rodosu.
Upravo njemu se pripisuje "Umjetnost gramatike" (Tékhnē grammatiké, starogrčki:  τέχνη γραμματική), prvi očuvani udžbenik grčke gramatike u povijesti.